# Маріо Бермехо
Маріо Бермехо Кастанедо (ісп. Mario Bermejo Castanedo, нар. 7 жовтня 1978, Сантандер) — іспанський футболіст, що грав на позиції нападника. Відомий за виступами в низці іспанських клубів, зокрема «Альмерія», «Херес» та «Сельта Віго».

## Ігрова кар'єра
Маріо Бермехо народився в Сантандері, та розпочав займатися футболом у юнацькій команді місцевого клубу «Расінг». У дорослому футболі дебютував 1995 року виступами за головну команду сантандерського клубу, в якій грав до 1997 року, проте зіграв за цей час лише в одному матчі чемпіонату.
У 1997 році Бермехо перейшов до клубу «Атлетік Більбао», проте в цьому клубі також не став гравцем основи, й до 2002 року футболіст переважно грав у орендах за низку нижчолігових іспанських клубів, зокрема «Ейбар», «Культураль Леонеса», «Торрелавега», «Оспіталет». У 2002 році команда «Рекреатіво» викупила контракт Бермехо. У команді з Уельви футболіст став гравцем основи, проте особливою результативністю не відзначався, і в 39 проведених матчах не забив жодного гола за клу. На початку 2004 року нападник перейшов до клубу «Расінг» з Ферроля, у якому швидко став не лише гравцем основи, а й одним із кращих бомбардирів команди, а в сезоні 2004—2005 років з 25 забитими м'ячами став найкращим бомбардиром Сегунди.
У 2005 році Маріо Бермехо перейшов до іншого клубу Сегунди «Альбасете», в якому відіграв один сезон, і перейшов до складу команди «Альмерія», де за рік високою результативністю не відзначився, та переданий клубом у річну оренду до клубу «Полідепортіво».
У 2008 році Бермехо став гравцем клубу Сегунди «Херес». У першому ж за сезоні клуб з міста Херес-де-ла-Фронтера футболіст став переможцем другого іспанського дивізіону, й наступні два сезони у складі «Хереса» грав уже в Прімері.
У 2011 року Маріо Бермехо перейшов до клубу «Сельта Віго», за який грав до 2014 року, після чого завершив виступи на футбольних полях. Після завершення виступів Бермехо став спортивним директором «Сельти».

## Виступи за збірну
У 1995—1996 роках Маріо Бермехо грав у складі юнацької збірної Іспанії різних вікових груп, на юнацькому рівні зіграв 10 матчів, у яких відзначився 3 забитими м'ячами.

## Титули і досягнення
- Переможець Сегунди (1):

«Херес»: 2008—2009
- Найкращий бомбардир Сегунди (1): 2004—2005 (25 м'ячів)